# Dragon Ball Z : L'Histoire de Trunks
 (mai 2024).
Dragon Ball Z : L’Histoire de Trunks (ドラゴンボールゼット 絶望への反抗!!残された超戦士・悟飯とトランクス, Doragon Bōru Zetto: Zetsubō e no hankō !! Nokosareta chō senshi • Gohan to Torankusu, litt. Dragon Ball Z : Résister jusqu’au désespoir !! Les derniers super-combattants survivants • Gohan et Trunks) est un téléfilm d’animation japonais réalisé par Yoshihiro Ueda, diffusé sur Fuji Television en 1993 qui est difficile d’accès.

## Synopsis
L'histoire commence, dans un futur alternatif, avec une triste nouvelle : Piccolo, Yamcha, Ten Shin Han, Krilin, Bulma, Yajirobé et Vegeta apprennent le décès de Son Goku des suites d'un virus cardiaque, alors que sa femme Chichi, son beau-père Gyumao et Tortue Géniale restent à son chevet, rejoints par Son Gohan qui découvre le corps sans vie de son père.
Un mois plus tard, deux cyborgs, C-17 et C-18, attaquent la capitale du Sud. Toute la Z Team est décimée par ces derniers en essayant de les arrêter, ce qui plonge le monde dans le chaos et la terreur. 13 années s'écoulent et les cyborgs continuent de semer la pagaille. Impuissant de ne rien pouvoir faire, Trunks, qui a beaucoup grandi, supplie Son Gohan de l'entraîner, afin qu'il devienne assez fort pour les affronter, ce que ce dernier accepte. Il lui apprend à se battre, mais aussi à se transformer en Super Saiyan.
Le lendemain, les deux cyborgs recommencent leurs méfaits. Les deux jeunes Saiyans partent les combattre, mais ne sont pas de taille contre eux et lors de ce combat, Son Gohan perd son bras gauche. Reprenant l'entraînement, Trunks se rapproche de plus en plus de la transformation. Hélas, les cyborgs refont des siennes et cette fois, Son Gohan part les affronter seul et assomme son disciple qui souhaitait l'accompagner, avant de lui confier la lourde tâche de protéger la Terre, car le fils de Vegeta est le dernier espoir de l'humanité. En infériorité numérique et à cause de son handicap, le fils de Son Goku n'a rien pu faire face à ses adversaires et est, lui aussi, vaincu.
Malheureusement, après avoir recouvré ses esprits, Trunks découvre le corps sans vie de son maître et, empli de tristesse et de colère, parvient enfin à se transformer en Super Saiyan. 3 ans plus tard, Trunks a beaucoup progressé. Hélas, malgré ses efforts, il n'est toujours pas de taille face à C-17 et C-18 et est à deux doigts de mourir, mais survit par miracle à la dérouillée subie. La machine à voyager dans le temps est prête, et Trunks décide de se rendre dans le passé afin de rencontrer Son Goku, 20 ans en arrière.

## Fiche technique
- Titre original : ドラゴンボールゼット 絶望への反抗!!残された超戦士・悟飯とトランクス (Doragon Bōru Zetto: Zetsubō e no hankō !! Nokosareta chō senshi • Gohan to Torankusu)
- Titre français : Dragon Ball Z : L’Histoire de Trunks
- Réalisation : Yoshihiro Ueda
- Scénario : d’après The Trunks Story - A Lone Warrior d’Akira Toriyama
- Musique : Shunsuke Kikuchi
- Production :  Toei Animation
- Pays d’origine :  Japon
- Format : Couleurs
- Genre : Aventure, fantastique
- Durée : 47 minutes
- Date de sortie : 24 février 1993

## Distribution
- Daisuke Gōri (VF : Georges Lycan) : Gyumao, Umigame
- Miki Itō (VF : Brigitte Lecordier) : C-18
- Takeshi Kusao (VF : Marc Lesser) : Trunks (adulte)
- Kōhei Miyauchi (VF : Pierre Trabaud) : Kamé Sennin
- Nao Nagasawa (VF : ?) : Femme
- Shigeru Nakahara (VF : Éric Legrand) : C-17
- Masako Nozawa (VF enfant : Brigitte Lecordier, VF adulte : Patrick Borg) : Son Gohan
- Naoki Tatsuta (VF : Philippe Ariotti) : Oolong
- Hiromi Tsuru (VF : Céline Monsarrat) : Bulma
- Hiromi Tsuru (VF : Brigitte Lecordier) : Trunks (bébé)
- Naoko Watanabe (VF : Céline Monsarrat) : Chichi
- Naoko Watanabe (VF : Claude Chantal) : Puerh
- Jōji Yanami (VF : Georges Lycan) (Pierre Trabaud lors de l'annonce des déces des guerriers : Narrateur
- Mayumi Tanaka (VF : Claude Chantal) : Krilin
- Ryo Horikawa (VF : Éric Legrand) : Vegeta

## Autour du film
Ce téléfilm est l’adaptation d’un manga spin-off de Dragon Ball intitulé The Trunks Story - A Lone Warrior et paru dans Weekly Shōnen Jump #36-37 en août 1992 dont l’auteur n’est autre qu’Akira Toriyama lui-même.
La bande originale de ce film est Aoi kaze no HOPE (青い風のＨＯＰＥ, Aoi kaze no HOPE, litt. L’espoir d’un vent bleu). Elle peut être entendue durant le générique de fin (version instrumentale en France, dans les éditions incluant le générique de fin original).
Bien qu'il ne soit pas considéré comme un OAV à proprement parler, ce film est l'un des plus appréciés par les fans, à l’instar du premier TV Special, Baddack contre Freezer. En effet, ces films sont directement liés au manga originel, ce qui donne des scénarios adaptés, non conventionnels et chargés en émotion.